# 125-ös busz (Budapest, 1985–1990)
A budapesti 125-ös jelzésű autóbusz Káposztásmegyeri lakótelep és Újpest, Szilágyi utca között közlekedett. A vonalat a Budapesti Közlekedési Vállalat üzemeltette.

## Története
1985. június 17-én indult a 125-ös járat a Káposztásmegyeri lakótelep és Újpest, Szilágyi utca között.
1989. február 1-jétől március 3-áig szünetelt, újraindításakor már csak hétvégén járt.
1990. december 14-én a járat megszűnt, Káposztásmegyer megközelítése a Fóti út felől a 20-as busszal lehetséges.
2001-től 2007-ig Káposztásmegyeren újra járt a 125-ös busz, a mai 126-os busz útvonalán.
2008-tól a korábbi XV. kerületi 70-es busz jár 125-ös jelzéssel.

## Útvonala
| Káposztásmegyeri lakótelep felé | Újpest, Szilágyi utca felé |
| --- | --- |
| Újpest, Szilágyi utca vá. – Szilágyi utca – Kiss János utca – Dózsa György út (Görgey Artúr út) – Papp József utca (Szent Imre utca) – Leiningen Károly utca – Iglói utca – Sporttelep utca – Óceánárok utca – Káposztásmegyeri lakótelep vá. | Káposztásmegyeri lakótelep vá. – Óceánárok utca – Sporttelep utca – Iglói utca – Leiningen Károly utca – Papp József utca (Szent Imre utca) – Dózsa György út (Görgey Artúr út) – Szilágyi utca – Újpest, Szilágyi utca vá. |

## Megállóhelyei
| 0  | Káposztásmegyeri lakótelep végállomás          | 12 | 20, 124, 126 14                           |
| 1  | Hajló utca                                     | 11 | 20, 124, 126                              |
| 2  | ABC áruház                                     | 10 | 20, 124, 126                              |
| 3  | Erdősor utca                                   | 9  | 20, 20                                    |
| ∫  | Vadgesztenye utca                              | 9  | 20                                        |
| 5  | Fóti út                                        | 7  | 20, 20, 96                                |
| 6  | Vécsey Károly utca                             | 6  | 20                                        |
| 7  | Papp József utca (↓) Leiningen Károly utca (↑) | 5  | 20, 47                                    |
| 8  | Dózsa György út (↓) Papp József utca (↑)       | 4  | 20, 20, 47 12, 14                         |
| 9  | Mikes Kelemen utca                             | 3  | 47 12, 14                                 |
| 10 | Kiss János utca (↓) Dózsa György út (↑)        | 2  | 3V, 47, 121 12, 14                        |
| ∫  | Kiss János utca                                | 1  | 3V, 47, 121                               |
| 11 | Újpest, Szilágyi utca végállomás               | 0  | 3V, 47, 84, 121 12, 14 Rákospalota-Újpest |